# Brittany Hayes
Pour les articles homonymes, voir Hayes.
Brittany Hayes, née le 7 février 1985 dans le comté d'Orange (Californie), est une joueuse américaine de water-polo. 

## Palmarès
- Jeux olympiques d'été de 2008
  -  médaille d'argent au tournoi olympique

- Championnats du monde 2009
  -  médaille d'or au tournoi féminin